# پادریگ الیور مک‌کرنی
پادریگ الیور مک‌کرنی (Pádraig Oliver McKearney) (متولد ۱۸ دسامبر ۱۹۵۴ – ۸ می ۱۹۸۷)، شبه‌نظامی ارتش موقت جمهوری‌خواه ایرلند (IRA) بود. او در جریان تنش‌های این کشور در ۸ می ۱۹۸۷ در لاگ‌هال، شهر آماگ با کمین نیروهای بریتانیا مواجه شد و در سن ۳۲ سالگی کشته شد.

## پس‌زمینه
پادریگ مک‌کرنی در روستای موی، شهرستان تایرون در خانواده‌ای به شدت جمهوری‌خواه ایرلند بزرگ شد. پدربزرگ و مادربزرگ او در جریان جنگ استقلال‌خواهی ایرلند در کنار ارتش جمهوری‌خواه ایرلند جنگیده بودند. پدربزرگ مادری‌اش در شهر جنوبی روسکامون و پدربزرگ پدری‌اش در شهر شرقی تایرون علیه ارتش بریتانیا مبارزه کرده بودند. مک‌کرنی در مدارس محلی کاتولیک در کالج‌لند و موی تحصیل نمود و سپس وارد آکادمی نست پاتریک در شهر دانگانون شد.

## فعالیت در ارتش جمهوری‌خواه ایرلند
او به ارتش موقت جمهوری‌خواه ایرلند پیوست و نخستین‌بار در سال ۱۹۷۲ به اتهام انفجار پسته‌خانه شهر موی دستگیر شد. مک‌کرنی ۶ هفته را در توقیف سپری کرد و سپس به دلیل ناکافی بودن شواهد و مدارک آزاد گردید. او در دسامبر ۱۹۷۳ دوباره دستگیر شد و متعاقباً به دلیل داشتن سلاح به ۷ سال زندان محکوم گردید. او نخست در زندان لانگ کیش و سپس در زندان مگلیلیگان محبوس بود. در این مدت، یک برادر جوان او نیز به‌نام شین که عضو شبه‌نظامی ارتش جمهوری‌خواه ایرلند بود در ۱۳ می ۱۹۷۴ بود، کشته شد. مک‌کرنی در سال ۱۹۷۷ از زندان رها گردید، اما پس از آن‌که از سوی ارتش بریتانیا با سلاح استن (sten gun) همراه با جرارد اوکالاگان یک عضوی دیگری ارتش جمهوری‌خواه ایرلند دستگیر گردید، در ماه اوت سال ۱۹۸۰ به ۱۴ سال زندان محکوم شد. در همان سال، تامی مک‌کرنی، برادر بزرگ‌تری او به‌خاطر قتل یک سرباز خارج خدمت هنگ دفاعی اولستر که در سال ۱۹۷۷ به عنوان پوسته‌رسان کار می‌کرد، به حبس ابد محکوم شده بود، در جریان اعتصاب غذایی پس از نخوردن غذا به مدت ۵۳ روز جان باخت. برادر دیگری او به‌نام کیوین و یک برادرش نیز به‌نام جک مک‌کرنی از سوی شبه‌نظامیان وفادارماندگان (Loyalist) در حملات انتقام جویانه به خانواده آن‌ها، به قتل رسید.
مک‌کرنی در ۲۵ سپتامبر ۱۹۸۳ همراه با ۳۷ زندانی دیگر از زندان ماز فرار کرد. در آغاز سال ۱۹۸۴ او دوباره به فعالیت ارتش جمهوری‌خواه ایرلند در شهر اصلی‌اش، تایرون شرقی با تیپ تایرون شرقی ارتش موقت جمهوری‌خواه ایرلند پیوست. او از آغاز «مرحله سوم» مبارزه مسلحانه، دفاع استراتژیک حمایت کرد که در آن پلیس/محافظان سلطنتی اولستر، هنگ دفاعی اولستر و ارتش بریتانیا پس از حملات مکرر به پایگاه‌های آنان، از هرگونه حمایتی در مناطق انتخاب شده محروم گردند. پاتریک کیلی در ۱۹۸۵ فرمانده تیپ تایرون شرقی ارتش موقت جمهوری‌خواه ایرلند تعیین شد و تحت رهبری او بود که این استراتژی در دست گرفته شد. پایگاه‌های دوردست پلیس/محافظان سلطنتی اولستر (RUC) مورد حمله قرار گرفت و نابود شد و قراردادی‌های ساختمانی که می‌کوشیدند آن‌ها را دوباره ترمیم نمایند نیز مورد هدف قرار گرفتند و برخی آنان کشته شدند؛ همان‌گونه که در حمله بر حوزه پلیس بالیگاولی در دسامبر ۱۹۸۶ اتفاق افتاد که در آن ۲ افسر پلیس کشته شدند.

## مرگ
مک‌کرنی در جریان حمله ارتش جمهوری‌خواه ایرلند بر حوزه پلیس لاگ‌هال همراه با ۷ عضو دیگری ارتش جمهوری‌خواه ایرلند هدف گلوله قرار گرفت و جان باخت. جسد او در شهر موی به خاک سپرده شد.

## ارجاعات
1. ↑  Moloney, Ed (2002). A Secret History of the IRA. Penguin Books. p. 307. ISBN 978-0-14-101041-0.
2. ↑  Malcolm Sutton. "An Index of Deaths from the Conflict in Ireland". CAIN. Archived from the original on 14 May 2011. Retrieved 9 January 2022.
3. ↑  The SAS in Northern Ireland
4. ↑  Taylor, Peter (1997). Provos The IRA & Sinn Féin. Bloomsbury Publishing. pp. 206–207. ISBN 0-7475-3818-2.
5. ↑  Deaths of Kevin and Jack McKearney, bbc.co.uk; accessed 7 November 2015.
6. ↑  Moloney, Ed (2002). A Secret History of the IRA. Penguin Books. p. 314. ISBN 978-0-14-101041-0.
7. ↑  Malcolm Sutton. "An Index of Deaths from the Conflict in Ireland (1987)". CAIN. Archived from the original on 14 May 2011. Retrieved 9 January 2022.